# المنكوبة
المنكوبة قرية سوريّة تتبع إداريّاً لمحافظة حلب منطقة منبج ناحية مركز منبج، بلغ تعداد سكانها 1,600 نسمة حسب التعداد السكاني لعام 2004.